# Soulier d'or belge 1971
Le Soulier d'or 1971 est un trophée individuel, récompensant le meilleur joueur du championnat de Belgique sur l'ensemble de l'année 1971. Ceci comprend donc à deux demi-saisons, la fin de la saison 1970-1971, de janvier à juin, et le début de la saison 1971-1972, de juillet à décembre.

## Lauréat
Il s'agit de la dix-huitième édition du trophée, remporté par le défenseur du FC Bruges Erwin Vandendaele. Il est le deuxième joueur du club à remporter le trophée, menant son équipe à la victoire  en Coupe de Belgique et à la deuxième place en championnat. Il devance sur le podium Paul Van Himst, l'attaquant d'Anderlecht, et le gardien du Standard de Liège, Christian Piot. Wilfried Van Moer, lauréat des deux éditions précédentes, termine quatrième.
Avec l'augmentation du nombre de personnes appelées à voter, les cinq premiers du classement reçoivent tous plus de 100 points.

## Top 5
| Place | Joueur            | Nationalité | Club(s)           | Points |
| ----- | ----------------- | ----------- | ----------------- | ------ |
| 1.    | Erwin Vandendaele |             | FC Bruges         | 265    |
| 2.    | Paul Van Himst    |             | RSC Anderlecht    | 225    |
| 3.    | Christian Piot    |             | Standard de Liège | 194    |
| 4.    | Wilfried Van Moer |             | Standard de Liège | 159    |
| 5.    | Nico Dewalque     |             | Standard de Liège | 103    |